# Tim Sternberg
Tim Sternberg é um cineasta norte-americano. Como reconhecimento, foi nomeado ao Oscar 2008 na categoria de Melhor Documentário em Curta-metragem por Salim Baba.